# Mura Masa
Alexander George Edward Crossan (pronunciado [ælɪgˈzɑːndə ʤɔːʤ ˈɛdwəd Crossan]ⓘ en inglés británico; Castel, Bailía de Guernsey, 5 de abril de 1996), más conocido por su nombre artístico Mura Masa, es un productor, cantante, disc-jockey, multiinstrumentista, compositor y músico británico. Es mayormente conocido por sus canciones «Lovesick» —en colaboración con A$AP Rocky—, «What If I Go?», «Firefly» —en colaboración con NAO— y «1 Night» —en colaboración con Charli XCX—. 
Comenzó su carrera musical a los dieciséis años, cuando comenzó a lanzar música principalmente trap a través de Soundcloud. En 2013 y, con dicho sonido, lanzó un extended play titulado Muramasa a través del sello discográfico Trapdoor, sin embargo, ese mismo año decidió eliminar gran parte de sus lanzamientos y «reiniciar» su discografía. Publicó su primer sencillo en septiembre, titulado «U & Me». En octubre de 2014 publicó el sencillo «Lotus Eater», que le catapultó al reconocimiento en el Reino Unido, lo que provocó que el sello alemán Jakarta se interesase en su música y lo fichara como artista. En noviembre de ese año, publicó su primer y único mixtape titulado Soundtrack To A Death, que contenía un estilo principalmente trap y hip hop instrumental. Su éxito con Soundtrack To A Death, le valió un contrato con Polydor Records y, con ellos, publicó su extended play debut Someday Somewhere. Más tarde y, con el mismo sello, publicó su álbum debut Mura Masa, que contuvo la canción «Lovesick», disco de oro certificado por la RIAA. Más tarde se alejó de la música electrónica y comenzó a realizar música principalmente punk rock, género principal de su álbum Raw Youth Collage (2020).
Ha trabajado junto con varios artistas, tales como:Clairo, A$AP Rocky, Damon Albarn, Charli XCX, Desiigner y Skrillex. En su repertorio es posible encontrar varias remezclas, entre ellas «Walking Away» de Haim, «Slip Away» de Perfume Genius, «Throne» y «Toast» de Koffee, entre otros. Por otro lado, Mura Masa ha sido nominado a los Premios Grammy en tres ocasiones: en la ceremonia de 2018 fue nominado por su álbum debut Mura Masa a mejor álbum de dance/electrónica y a mejor diseño de embalaje, pero no ganó en ninguna de las categorías. En los Premios Grammy de 2019, su remezcla de la canción «Walking Away» de Haim fue nominada a mejor grabación remezclada no clásica, categoría en la que resultó ganador.

## Vida y carrera

### Niñez e inicios artísticos (1996-2011)
Alexander Crossan nació y creció en la Bailía de Guernsey, una isla ubicada al oeste de Normandía. Su padre fue bajista en una banda durante los años 80, pero una serie de malos mánagers dejó en bancarrota a su familia. De pequeño fue educado en la Castel Primary School, y en su adolescencia asistió a la Guernsey Grammar School and Sixth Form Centre, ubicada en Saint Andrew. De pequeño tuvo muchas influencias musicales, tales como Joni Mitchell y James Blake. El primer instrumento que aprendió a tocar fue la guitarra, pero realmente comenzó a sentir pasión por la música cuando se enamoró de una canción de Slipknot que figuraba en el videojuego Guitar Hero. Con el fin de interpretar ese tema, Crossan improvisó una batería casera a base de almohadas. Tras esto, compró algunas baquetas: «Usé mis manos por un tiempo [para tocar]. Recuerdo haber tendido mis almohadas y comenzar a tocar la canción de Slipknot. Me llevó años [dominarla]», contó a Vice en 2017.
En los últimos años de su infancia e inicios de su adolescencia, empezó a tocar el bajo. Más tarde, comenzó a tocar en bandas locales de punk, metal, hardcore, deathcore y góspel. A la edad de quince y tras conocer a los artistas Cashmere Cat, Hudson Mohawke, Flume, y SBTRKT, comenzó a producir música electrónica. A los dieciséis empezó a usar el alias Muramasa (más tarde lo separó, lo que dio como resultado a su nombre artístico actual), que lo tomó del espadachín japonés Sengo Muramasa.

### Primeros lanzamientos y éxito nacional (2012-2015)

Logotipo del extended play Muramasa.

Alexander comenzó a publicar su música en 2012 a través de Soundcloud, una plataforma digital sueca de distribución musical. Su primer lanzamiento, efectuado el 14 de noviembre, fue una canción trap llamada «Deathgrip». El artista comenzó a llamar la atención por su sonido experimental, lo que llevó a que el sello británico Trapdoor se interesase en publicar sus siguientes trabajos. Tras algunos sencillos y conseguir un éxito relativo en redes sociales, el 3 de abril de 2013, Crossan publicó el extended play Muramasa. Se trató de un proyecto de música trap con cuatro canciones —«Paris (Intro)», «Cruel», «Midas Touch» y «Birdcage Chain»—. Adam Hirsch, escritor de Run The Trap, destacó el EP por su «enfoque minimalista». A pesar del buen recibimiento de su música por parte del público, pasado mitad de año decidió eliminar gran parte de su discografía de todas sus redes, viéndose afectados su extended play debut y casi la totalidad de sus sencillos. El 2 de septiembre realizó su primer lanzamiento oficial «U & Me», una canción fuertemente influenciada por la música electro house-future garage y disponible para su descarga gratuita. 8 días más tarde lanzó, bajo el sello discográfico Soulection, una canción trap llamada «Hustleblood». Esta se volvió relativamente popular en Soundcloud, ya que superó las 14 mil reproducciones cuestión de un día. A fines de ese mes publicó la canción «Are U (That Somebody)», que contenía una muestra de la canción de 1998 «Are You That Somebody?», realizada por la cantante neoyorquina Aaliyah. En los últimos dos meses de ese año, publicó 2 sencillos: «Tough On You» (2 de noviembre) y «Think Of Me» (14 de diciembre). La primera de estas fue ovacionada por el escritor de Hillydilly Taylor Rummel, quien comentó lo siguiente: «La canción «Tough On You» apesta espectacularmente a una madurez sónica que no conocen muchos creativos de su edad».
A sus dieciocho años, Crossan dejó Guernsey y se mudó a Londres con el fin de estudiar literatura inglesa en la Universidad de Sussex, ubicada a 6 kilómetros de la ciudad de Brighton. En la primera mitad de 2014 solo efectuó dos lanzamientos: el 14 de febrero publicó la canción «Bones (Valentine)» con motivo del día de San Valentín y, en abril, realizó una remezcla para la canción «Drums» del dúo guerneseyés H A R T E B E E S T. En la segunda mitad de año publicó tres canciones —«tell me», «over-love» y «day 1»— antes de lanzar en octubre «Lotus Eater», una canción trap que destacó por su uso de la flauta. El sencillo se volvió muy popular gracias a la emisora de radio BBC Radio 1, que lo emitió en repetidas ocasiones. Por otro lado, el sencillo fue bien recibido por los medios electrónicos, lo que lo llevó a ocupar el 21.º lugar del listado «50 canciones trap más legendarias de todos los tiempos» realizado por la revista We Rave You. El éxito de esta canción hizo que el sello discográfico alemán Jakarta se interesara en Alexander y, el 17 de noviembre, soportaron el mixtape del artista Soundtrack To A Death. Este proyecto de 14 canciones fue realizado completamente en el dormitorio de Crossan, mientras vivía en Londres. El buen recibimiento de Soundtrack To A Death por parte del público hizo que Crossan firmara un contrato de publicación con el sello discográfico británico Polydor. Tras esto, decidió dejar la universidad con el fin de decicarse de lleno a la música y hacer presentaciones en vivo, realizando una por primera vez el 13 de enero de 2015 en The Green Door Store —ubicado en Brighton—, donde tocó junto con la cantante Billie Black. Tras firmar un contrato de distribución con los sellos Interscope y Polydor, Crossan fundó Anchor Point, un sello discográfico independiente con el que, el 10 de abril, publicó su extended play debut Someday Somewhere. Este proyecto posee siete canciones y cuenta con las colaboraciones de NAO, Denai Moore y Jay Prince. El EP fue bien recibido por la crítica debido a su sonido, ya que se alejaba del pop tradicional de la época. Las canciones «Lovesick Fuck» y «Firefly» se volvieron bastante populares: «Lovesick Fuck» logró posicionarse en la cima de la lista Viral Chart de Spotify y, además, fue elogiada por Francesc Miró, escritor de elDiario.es: «Cuando la escuchas dos veces, te das cuenta de que hay algo que engancha, que hipnotiza, que corta como una katana». Por otro lado, la canción «Firefly» fue integrada en la playlist de Huw Stephens, locutor de New Music We Trust en la BBC Radio 1, y también hizo aparición, junto con «Lotus Eater» y tres canciones jamás lanzadas —«Montreal Fly», «Predator» y «Lullaby»— en un mix del programa Diplo and Friends en BBC Radio 1. Más tarde, en octubre de ese año lanzó el sencillo «Love For That» en colaboración con la cantante Shura. Ese mismo mes, fue publicado el videoclip de este a través de YouTube —actualmente ya no es posible encontrarlo, debido a que fue eliminado por el artista en mayo del año 2020—.

### Mura Masay nominaciones a los Premios Grammy (2016-2017)
Su música fue bien recibida por los medios y, gracias a esto, Mura Masa hizo aparición en varias listas de artistas a principios de 2016: primeramente, hizo aparición en la lista «Sound Of 2016», donde logró la 5.º posición junto al grupo musical londinense WSTRN. Annie Mac, escritora para BBC, comentó lo siguiente sobre el artista: «Intimidantemente talentoso para alguien de su edad, es obvio que la amplitud de la producción musical de Mura Masa resistirá el paso del tiempo. ¡Este tipo no se va a ninguna parte!». Por otro lado, fue elegido ganador del «Blog Sound Of 2016», una encuesta realizada por más de 55 sitios web de música. Finalmente, encabezó la lista Next Big Sound de la revista Billboard. En marzo, realizó su primer lanzamiento del año: «What If I Go?». Fuertemente influenciado en el future bass, este resultó ser el primer sencillo promocional de su álbum debut —por aquel entonces conocido como To Fall Out of Love To—. «What If I Go?» recibió un videoclip oficial, dirigido por el director israelí Yoni Lappin, quien se convirtió más tarde en el director fetiche de Crossan. La canción se hizo con una gran popularidad en los países anglosajones, por lo que consiguió superar en 4 meses, las 2 millones de reproducciones tanto en Soundcloud como en YouTube. Por parte de los medios, el sencillo fue bien recibido, entrando en las listas de «mejores canciones future bass de 2016» de las revistas virtuales Magnetic Magazine —donde consiguió la tercera posición— y Run The Trap —donde se posicionó segundo, solo por detrás del tributo de Ekali a la canción «I Can't Stop» de Flux Pavilion—. Cuatro días después, la cantante Ariana Grande publicó la canción «Be Alright». Producida por Twice As Nice y Tommy Brown, esta fue rápidamente acusada de plagio por su gran similitud con «Firefly». Tras esto, Crossan se manifestó a través de su cuenta de Twitter: «Yo no produje esa canción de Ariana Grande, es una copia». Finalmente, se decidió acreditar a Mura Masa y a NAO como coescritores del sencillo.
En ese año, coescribió y coprodujo varias canciones de Bonzai: «Lights On» y «Where Are U Now» del extended play Sleepy Hungry (23 de marzo), y más tarde tuvo participación en «2B» y «Ding Ding Ding» para el extended play Lunacy (28 de octubre). A fines de septiembre, publicó la canción «Lovesick» (estilizada como «Love$ick»), una reversión de «Lovesick Fuck» —canción de Someday Somewhere— hecha en colaboración con el músico estadounidense A$AP Rocky. Esta canción hip hop con influencias future bass fue el segundo sencillo promocional del álbum debut del artista. Las vocales de Mayers fueron grabadas en los estudios Abbey Road, famosos por ser donde The Beatles grabó casi la totalidad de su discografía. Tras esto, Crossan habló sobre la experiencia: «Fuimos a Abbey Road, al estudio dos donde The Beatles hicieron muchas de sus grabaciones e hicimos una canción de rap, fue una locura. Es un momento bastante loco para estar vivo, solo estoy tratando de asimilarlo todo», además en esa entrevista, dijo que su álbum «probablemente saldría en primavera (hemisferio norte) del próximo año». La canción tuvo un buen paso por las listas semanales de música: consiguió ingresar en la lista Hot Dance/Electronic Songs de Billboard, donde se mantuvo por 20 semanas y consiguió un 18.º lugar como mejor colocación y, a su vez, ingresó en la lista Dance/Electronic Digital Song Sales, donde destacó con un 38.º lugar. «Lovesick» tuvo un gran desempeño comercial: consiguió doble certificación platino en Australia, un disco de platino en Nueva Zelanda y Canadá, además de un disco de oro en Reino Unido, Alemania y Estados Unidos. En febrero de 2017, lanzó una versión edit para la canción «In The Morning» de NAO, y coprodujo la canción del rapero británico Stormzy «First Things First», tema introductorio de su álbum Gang Signs & Prayer. En los dos meses siguientes, Mura Masa publicó dos sencillos promocionales para su álbum: «1 Night» (16 de marzo) y «All Around The World» (15 de mayo). El primero de estos, «1 Night», fue un sencillo pop hecho en colaboración con Charli XCX. El videoclip de este —nuevamente dirigido por Yoni Lappin— se volvió muy popular, por lo que superó en cinco días, 1 millón de visualizaciones en YouTube. Además, «1 Night» tuvo un buen paso por listas semanales: se mantuvo en la lista «Hot Dance/Electronic Songs» de Billboard por seis semanas y consiguió un 31.º lugar como mejor colocación. Por otro lado, «All Around The World» es una canción hip hop-trap hecha en colaboración con el rapero Desiigner. Al igual que con «1 Night», Yoni Lappin se encargó de la dirección del videoclip que, en YouTube, superó las 3 millones de visitas en poco menos de diez días. La canción también tuvo un buen paso por las listas semanales estadounidenses, donde consiguió ingresar en el 8.º lugar de la lista «LyricFind Global Chart».
El 20 de junio, lanzó simultáneamente «WAVE» y «SOLE M8S», dos sencillos dance pop experimental no destinados a formar parte de la lista de canciones del álbum debut del músico. El último de estos, «SOLE M8S», fue elogiado por la revista Baeble Music, que dijo que era «la canción perfecta para cuando estás en un lugar que no visitas con frecuencia». A fines de ese mes, Crossan publicó dos canciones —promocionales de su álbum Mura Masa—: «Second 2 None» y «Blu». La primera de estas, «Second 2 None» fue hecha en colaboración con Christine and the Queens, mientras que la segunda, «Blu», fue hecha en colaboración con Damon Albarn —vocalista de las bandas Blur y Gorillaz—. Durante una entrevista para la revista DIY en abril de ese año, compartió su experiencia al realizar estas canciones. En dicha entrevista, comentó lo siguiente sobre su trabajo con Letissier en «Second 2 None»: «Esta fue la última canción del disco que se completó. La fecha límite del álbum se acercaba y ella dijo “está bien, entremos en una habitación y veamos qué pasa”». Además, en dicha sesión de preguntas, comentó lo siguiente: «Le envié un montón de música y ella eligió una muestra de cuerda en bucle proveniente de una película vodevil de los años 50. Se la envié como un tono o un punto de partida, pero Christine escribió una canción completa con ella». También comentó que «Blu» era «posiblemente su canción favorita del álbum» y, además, compartió información sobre su trabajo con Albarn: «Le envié algunas ideas para mi álbum y escuchó esto llamado «Blu», originalmente escrito para mi novia, sobre como la amo mientras ella no puede entender cómo eso me hace sentir y él lo convirtió en este dúo. Lo que me sorprende es que Damon Albarn le cante mis palabras a mi novia, lo que significa que conseguí que 2-D le cantara una canción de amor a ella». En los primeros días de julio, lanzó en conjunto «Nuggets» —en colaboración con Bonzai— y «Helpline» (estilizado como «helpline») —junto con Tom Tripp—, últimos sencillos promocionales de su álbum. Este último formó parte de la banda sonora del videojuego de fútbol FIFA 18.
El 14 de julio, Alexander publicó su álbum debut Mura Masa, bajo los sellos discográficos Polydor, Interscope, Downtown y Anchor Point. Este proyecto contó con trece canciones nuevas —ocho de ellas fueron lanzadas anteriormente como sencillos promocionales— y tuvo colaboraciones de Bonzai, A$AP Rocky, Charli XCX, Desiigner, NAO, James Lidell, Tom Tripp, Christine and the Queens, A.K. Paul y Damon Albarn. El álbum fue muy bien recibido por la crítica especializada: The Skinny le dio una calificación perfecta en su reseña, diciendo que «Mura Masa es un productor inteligente con un emocionante camino por delante». Por otro lado, el álbum tuvo un buen paso por las listas semanales de música: el álbum se posicionó en el 192.º lugar de la lista Billboard 200, en la 19.º posición de la lista The Official U.K. Albums Chart y en la 6.º posición de la lista Hot Dance/Electronic Albums de Billboard. A su vez, las revistas virtuales Drowned in Sound y New Musical Express incluyeron el álbum en sus listas anuales, posicionandose 81.º y 34.º respectivamente. El álbum fue nominado a mejor álbum de dance/electrónica y a mejor diseño de embalaje en la entrega de los Premios Grammy del año 2018, aunque no logró ganar en ninguna de las categorías. El premio a mejor álbum de dance/electrónica fue para el dúo alemán Kraftwerk por su álbum 3-D The Catalogue, mientras que el premio a mejor diseño de empaque se lo llevó Pure Comedy de Father John Misty. Pocos días más tarde, efectuó el lanzamiento de «Untitled» con el músico de jazz Moses Boyd, una canción hecha especialmente para una publicidad en colaboración con la marca Adidas Originals. Ya en los últimos dos meses del año, Crossan colaboró en la canción «U Never Call Me» del grupo Jadu Heart (22 de noviembre) y remezcló la canción «Walking Away» del grupo estadounidense Haim (8 de diciembre). La primera de estas, «U Never Call Me», tuvo una buena aceptación por parte de la crítica, por lo que fue elegida por The Guardian como la «canción de la semana».

### SonidopunkyRaw Youth Collage(2018-presente)

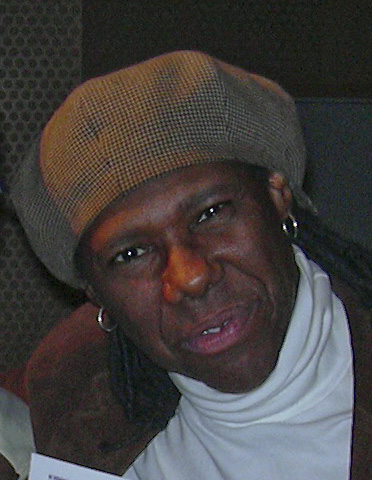
Alexander colaboró con Nile Rodgers (fotografía) en la canción «Till The World Falls».

En la primera mitad de 2018, Crossan coprodujo la canción «Better With You» de Michl (28 de marzo), remezcló la canción «Slip Away» de Perfume Genius (30 de mayo), y se encargó de la producción de casi la totalidad del álbum de Cosha —anteriormente conocida como Bonzai— R.I.P Bonzai (1 de junio), exceptuando las canciones «Do You Wanna Dance» y «LUV». Su primer sencillo del año fue una canción hip hop hecha en colaboración con el músico franco-británico Octavian titulada «Move Me», cual recibió un videoclip realizado por el israelí Yoni Lappin. El 21 de junio participó junto a Cosha y Vic Mensa en la canción «Till The World Falls» de Nile Rodgers & Chic, cual fue el primer sencillo oficial del álbum It's About Time, primer álbum de la banda norteamericana en 25 años. A comienzos de agosto, efectuó el lanzamiento de la canción «Complicated» junto a NAO, contando esta con la coproducción de Skrillex. Lappin se encargó de la dirección de su videoclip, el cual fue lanzado una semana después a través del canal del artista en YouTube. El 10 de febrero de 2019, asistió a la ceremonia de la 61.ª edición de los Premios Grammy, donde recibió una nominación por mejor grabación remezclada no clásica por su remezcla de la canción «Walking Away» de Haim. Esa noche, Crossan consiguió su primer gramófono dorado al ganar en dicha categoría. En la primera parte de ese año, solo coprodujo dos canciones: «Blooming In Solitude» de Connie Constance (22 de marzo), y «A Brand New Day» de J-Hope y V —integrantes de la banda surcoreana BTS— junto con la cantante Zara Larsson. La segunda de estas «A Brand New Day» es una canción hip hop-trap influenciada en parte por el moombahton, hecha con la finalidad de formar parte de la banda sonora del videojuego móvil BTS World —lanzado el 28 de junio de ese año—. Esta tuvo un buen paso por las listas de música semanales: encabezó la lista US World Digital Songs y consiguió un 3.º lugar en la lista Finland Digital Song Sales —ambas de Billboard—. En una nota, la revista PR Newswire se mostró satisfecha con el resultado final de la canción: «Los ritmos únicos y los sonidos de instrumentos orientales de Mura Massa hacen que la canción sea atrevida y armoniosa. En particular, la flauta coreana tradicional, el daegeum, domina la canción, creando un sonido coreano a la vez que moderno, y la combinación de voces orientales y occidentales crean harmonías fascinantes».

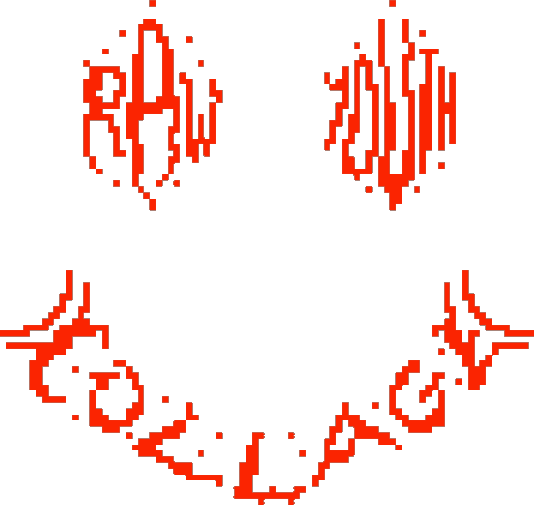
Logotipo del álbum Raw Youth Collage.

En agosto de 2019, publicó junto a la cantante Clairo «I Don't Think I Can Do This Again». Esta canción dance-synthpunk marcó el comienzo de un sonido más roquero por parte del artista: «El punk y el new wave es la música con la que crecí tocando, así que se siente como un regreso emocionante para mí». Según Tom Skinner de NME, se trata de «un corte experimental que toca el desafecto cultural, junto con sentimientos de impotencia y nostalgia». El tema «I Don't Think I Can Do This Again» fue publicado junto con un videoclip oficial en YouTube, dirigido por Thomas Hardiman. Dos meses más tarde, publicó un sencillo punk rock titulado «No Hope Generation». Junto con este lanzamiento, Alexander anunció su próximo álbum Raw Youth Collage y, revelando en el proceso que, este último sencillo junto con «I Don't Think I Can Do This Again» fueron los dos primeros sencillos promocionales del mismo. Anunció así, la fecha de lanzamiento de su segundo álbum a los medios —17 de enero de 2020—, además de comentar sobre el concepto del mismo: «Este proyecto tiene como objetivo explorar el tipo de necesidad de nostalgia y escapismo que he notado en mi propia vida, pero además en la vida de mis amigos y compañeros». En noviembre de ese año, realizó el lanzamiento del tercer sencillo promocional de su álbum y su última canción del año: «Deal Wiv It» con el rapero británico Slowthai. Esta canción punk rock-hip hop recibió, a la par de su publicación, un videoclip dirigido por Yoni Lappin. Por otro lado, el sencillo fue bien recibido por los medios, lo que le llevó a ganar en la categoría de «mejor colaboración» en los NME Awards del año 2020. Tras publicar el sencillo «Teenage Headache Dreams» —7 de enero— y como se había previsto, el 17 de enero de 2020 publicó su segundo álbum de estudio Raw Youth Collage bajo los sellos discográficos Polydor y Anchor Point Records. Este álbum punk rock con influencias del electro dance y la música disco contó con once canciones originales y con las colaboraciones de Clairo, Ned Green, Slowthai, Tirzah, Georgia y Ellie Rowsell. Con la finalidad de publicitar el álbum, Alexander tocó junto con Slowthai en el programa de televisión estadounidense The Tonight Show Starring Jimmy Fallon, donde tocaron junto con una banda en vivo la canción «Deal Wiv It». Entre septiembre y octubre de ese año, realizó dos remezclas: La primera, lanzada el 30 de septiembre, fue para la canción «GO FAST BABY» de Raissa, mientras que la segunda fue para la canción «Talks» de PVA, publicada el 20 de octubre en un extended play de remezclas del sencillo.

## Obra

### Estilo musical
Mura Masa no tiene un género musical definido, sin embargo su sonido está influenciado principalmente por la música trap, future bass, funk, hip hop y R&B contemporáneo. A pesar de ello, en su repertorio es posible encontrar ciertos elementos característicos del artista, como el uso de la flauta en canciones hip hop-trap —ejemplo de ello, su canción «Lotus Eater» y el sencillo «A Brand New Day», que se encargó de producir—. También, es recurrente en su música los sonidos de arpas o kalimbas —véanse «When U Need Me», «Messy Love», «All Around The World» y «1 Night»—. Otro de elementos destacados es el uso recurrente del sonido de los discos de vinilo: «Eso es lo que es genial, creo, porque puedes escribir una parte y hacerla retroactivamente lo-fi, y hacer que suene como una muestra. Eso es algo que me encanta hacer».

«Elijo no limitarme a un género ni a una persona en particular. [...] Me crié en un lugar muy alejado, sin ningún tipo de cultura under: tuve que aprender todo a través de Internet. Básicamente, mi estilo multicultural nace de mi aislamiento geográfico».
—Mura Masa.

Durante sus primeros años, la música de Crossan estaba principalmente enfocada en un estilo trap-hip hop minimalista —véanse como ejemplo: «Hustleblood» y Muramasa (2013)—. Cuando eliminó la mayor parte de su discografía, comenzó a realizar canciones más atmosféricas, tomando como inspiración géneros como el dance y el house. En su primer (y único) mixtape Soundtrack To A Death (2014), realizó canciones trap —«Lotus Eater» y «Hell»— y hip hop instrumental. Más tarde, en su extended play debut Someday Somewhere (2015), incursionó en otros géneros como el pop, rhythm and blues, jersey club y future bass —«Are U There?» y «Firefly»—. En Mura Masa, Alexander tocó varios de los géneros mencionados anteriormente, tales como el hip hop-trap —«Lovesick» y «All Around The World»— y future bass —«What If I Go?»—, además de realizar future garage —«Who Is It Gonna B»—, funk —«NOTHING ELSE!»— y electrónica con influencias rock —«Helpline»—. En su álbum Raw Youth Collage (2020), el artista centró su sonido principalmente en la música punk rock —«Vicarious Living Anthem» (estilizado como «vicarious living anthem») y «No Hope Generation»—, además de realizar canciones disco —véase «Live Like We're Dancing»— y electrónica alternativa —«Today» o «In My Mind»—.

### Influencias y legado
El artista se vio inflenciado durante su carrera musical por varios artistas y agrupaciones de Reino Unido: Las bandas Radiohead y Gorillaz fueron destacadas por Alexander, a la vez que músicos en solitario tuvieron peso en su sonido, entre ellos Joni Mitchell, James Blake, SBTRKT y Hudson Mohawke. También nombró a otros artistas y grupos extranjeros cuando le preguntaron sobre sus influencias: Flume —de Australia—, Cashmere Cat —de Noruega— y Bon Iver —de Estados Unidos—. Además, comentó que una canción de la banda estadounidense Slipknot le inspiró a realizar música. Mura Masa ha influido en una cantidad considerable de artistas en la década de los años 2010. Entre ellos, destacan el músico alemán Moglii, y el grupo español Howlove.

## Discografía
| Álbumes de estudio - 2017: Mura Masa - 2020: Raw Youth Collage - 2022: Demon Time EP - 2015: Someday Somewhere | Mixtape - 2014: Soundtrack To A Death |